# Пъстърва
 Тази статия е за вида риба.  За вида гъба вижте Пъстърва (гъба).  
Пъстървата (Salmo trutta) е вид лъчеперка от семейство Пъстървови (Salmonidae).
Студеноводни риби е сборно несистематично наименование, използвано в рибовъдството за някои от видовете риби от семейство Пъстървови. В разговорния език те се наричат пъстърви, като групата обикновено включва дъговата пъстърва, балканската пъстърва, сивена и хибридите между тях. Тези видове най-често обитават горните течения на реките, високопланинските езера и язовири, които са богати на кислород. Има дълго вретеновидно тяло. Наричат я постна риба, защото не съдържа почти никакви мазнини. Това е в резултат на непрекъснатото ѝ движение. Тя живее в горните течения на реките и във високопланинските езера, където водата тече много бързо и силно и когато стигне средното течение, където е топло се връща в горното течение.

## Стопанско значение
Всички риби имат стопанско значение, като най-голямо значение в рибовъдството има дъговата пъстърва, която заедно с останалите представители от студеноводни са обект на спортния риболов. Подходящи за отглеждане са в рибовъдни стопанства с количество на разтворения във водата кислород е над 7 мг/л и температура:12 – 20 °C, поради това се наричат студеноводни стопанства, а заради основните видове отглеждани в тях: пъстървови.

## Ползи от пъстървата
Пъстървата е една от храните, които е добре редовно да включваме в хранителното си меню. Подобно на сьомгата, и пъстървата е изключително полезна, предимно заради високото си съдържание на Омега-3 мастните киселини. Те са изключително важни за работата на сърцето и нервната система. Редовното ядене на пъстърва ще ни зареди с тонус, мозъка – с енергия, а освен това ще накара косата и кожата ни да засияят. Омега 3-мастните киселини са безценни за сухата кожа, която има нужда от постоянно подхранване.

## Разпространение и местообитание
Разпространен е в Австрия, Андора, Беларус, България, Белгия, Великобритания, Германия, Гърнзи, Дания, Джърси, Естония, Ирландия, Исландия, Испания, Латвия, Литва, Лихтенщайн, Люксембург, Нидерландия, Норвегия, Остров Ман, Полша, Португалия, Румъния, Русия, Словакия, Словения, Сърбия, Украйна, Унгария, Фарьорските острови, Финландия, Франция, Хърватия, Чехия, Швейцария и Швеция.